# Пилип (Володкович)
Митрополи́т Пили́п Володко́вич (у світі Феліція́н Володкович, біл. Фэліцыян Піліп Валадковіч, пол. Felicjan Filip Wołodkowicz; 6 червня 1698, Новосілки — 12 лютого 1778, Цумань) — український і білоруський релігійний діяч, єпископ Руської унійної церкви; з 18 липня 1762 року — митрополит Київський, Галицький та всієї Руси, настоятель УГКЦ. Представник шляхетського роду Володковичів гербу Радван.

## Життєпис
Батько — білоруський шляхтич Домінік Алоїзій Володкович, стольник мінський — посол на сейми Речі Посполитої, Трибунали Великого князівства Литовського; мати — Тереза Янішевська, донька мінського гродського писаря. Мав 5 братів, був третім сином у сім'ї.
Духовну освіту здобував у Браунсберзькій єзуїтській колегії. Став монахом-василіянином, потім проповідував у різних храмах. Був призначений архімандритом у Жидичині, Дубному, Дермані (1730). У 1730 (зустрічається також 1731) році призначений єпископом Холмським і Белзьким. Після вступу на посаду сприяв коронації Холмської ікони Богородиці. З 1753 року був єпископом-коад'ютором Київського митрополита Флоріяна Гребницького, ставши таким чином його наступником в 1762 році (в довіднику catholic-hierarchy.com подається дата 12 січня 1756 р.). У 1756–1758 роках був також адміністратором Володимирської єпархії. 21 листопада 1758 року переведений на Володимирську єпархію з титулом єпископ Володимирський і Берестейський. 18 липня 1762 року обраний митрополитом Київським, Галицьким та всієї Руси (13-им з часу прийняття унії). Король і великий князь Станіслав II Август Понятовський спробував звинуватити Пилипа Володковича у зловживаннях, однак Ватикан ухвалив рішення про його невинність (1770 р.). Не дивлячись на це, цькування митрополита з боку польської влади продовжувалося до кінця його життя.
Художник Лука Долинський написав портрет владики П. Володковича.
Доводився стриєчним дідом Тадеушу Рейтану, правознавцю, юристу, автору мемуарів та численних маніфестів, військовому і політичному діячу Великого князівства Литовського, учаснику Барської конфедерації, депутату «подільного» Сейму Речі Посполитої від Новогрудського воєводства Великого князівства Литовського.